# Neandra brunnea
Common namesPole borer, Longhorned beetle
Neandra brunnea là một loài bọ cánh cứng trong họ Cerambycidae.
Loài này được mô tả từ "Indiis" với tên gọi Tenebrio brunneus bởi Johann Christian Fabricius vào năm 1798.

## Nơi sống
Neandra brunnea (Fabricius, 1779) là một loài phổ biến ở vùng Cận Bắc (Canada, Mỹ). Sau đó được du nhập vào Dresden (Đức) vào thế kỷ 19.

## Đặc điểm
Chiều dài cơ thể của loài này từ 10 - 24mm, vòng đời lên đến 25 năm.
Ấu trùng của chúng thường sinh sôi và phát triển trong các cây gỗ mục như Tilia, Populus hoặc ở các hốc cây rỗng, cây bị bào mòn không có vỏ.
Con trưởng thành thường sống về đêm, bị thu hút bởi ánh sáng và sống trên các cây đa thực rụng lá từ tháng 7 đến tháng 9.

## Hình ảnh

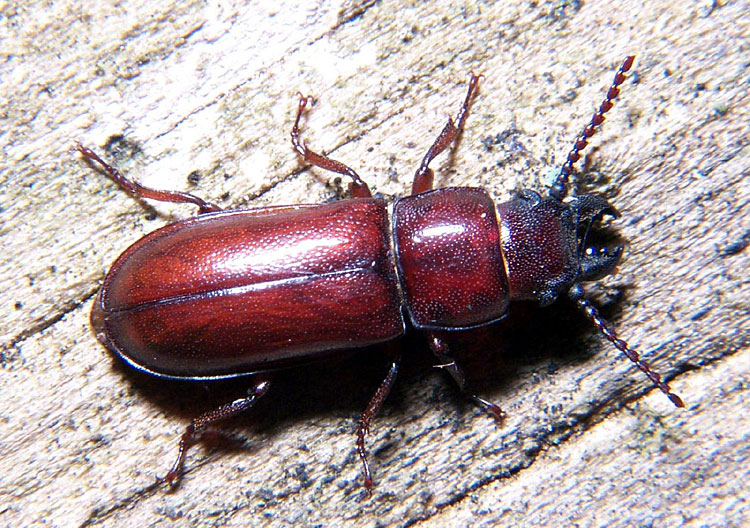